# Pere IV de Grevalosa
Pere de Grevalosa i Vilella o Pere IV de Grevalosa fou un noble català, Senyor de Castellar. Fill de Pere III de Grevalosa i Blanca Vilella. Pel inventari que va fer la seva mare, sabem que malgrat tenien una casa a Manresa, la família habitava en el castell de Castellar. El 15 de setembre de 1394 a Barcelona foren presidits capítols entre el conseller i tresorer del rei i Pere de Grevalosa en els que es reconeix als Grevalosa la jurisdicció civil dels seus feus.